# Raffaele Zotti
Raffaele Zotti (Rovereto, 28 dicembre 1824 – Trento, 24 marzo 1873) è stato uno storico italiano.

## Biografia
Nato a Borgo Sacco, presso Rovereto, da una famiglia economicamente e socialmente modesta, rimase orfano a 15 anni e fu affidato ad un tutore. Negli anni Quaranta e Cinquanta Zotti dovette gestire l'attività commerciale ereditata dal padre, che però fallì. Zotti si sposò con Corona Caracristi di Brassburg, un'esponente della piccola nobiltà locale, grazie alla quale si procurò alcune relazioni di un certo prestigio. Lavorò come ragioniere in varie istituzioni roveretane e in seguito anche al comune di Riva del Garda. Dal 1864 lavorò presso il municipio di Trento come ragioniere contabile e, dopo alcuni anni, divenne vicebibliotecario della Biblioteca Popolare di Trento, fino alla morte nel 1874. Fu socio dell'Accademia Roveretana degli Agiati.

## L'opera storiografica
Costretto ad abbandonare gli studi, negli anni Cinquanta Zotti diede inizio alla sua carriera di giornalista e storico. Con l'eccezione della Storia della Valle Lagarina, la sua principale opera incentrata sui fatti storici dell'omonima valle, la produzione a stampa di Zotti è formata essenzialmente da articoli di giornale, o di opuscoli che raccolgono articoli. Il suo metodo di lavoro rivela una grande attenzione per l'attualità politica del periodo: nella sua attività pubblicista si nota infatti un interesse complessivo per la vita politica e amministrativa trentina della metà dell'Ottocento. 

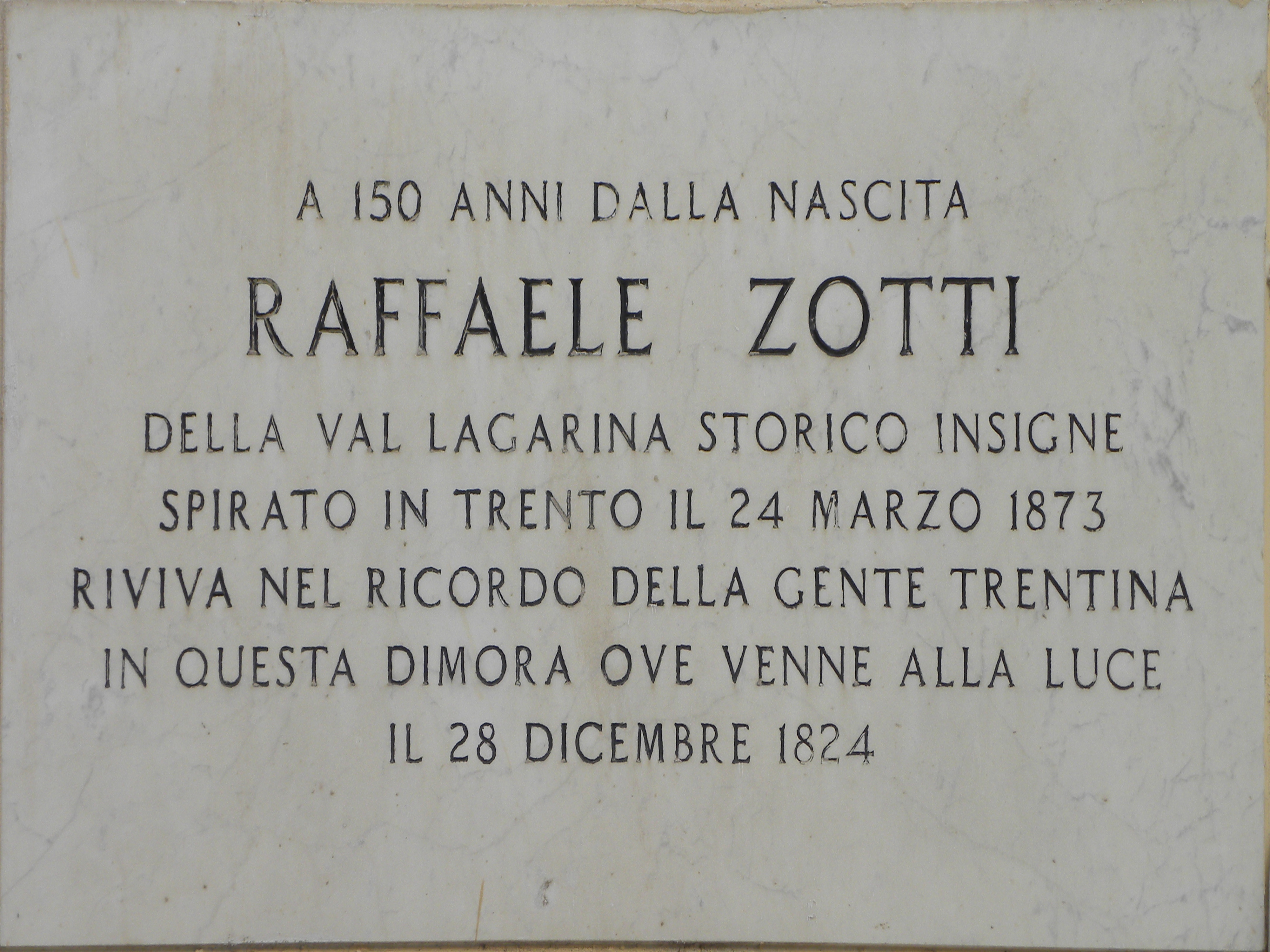
Lapide dedicata a Raffaele Zotti a Borgo Sacco

### LaStoria della Valle Lagarina
La Storia della Valle Lagarina è un'opera composta da due volumi, per un totale di 1000 pagine. 
- Il primo volume, datato 1862, è costituito da un'Introduzione relativa alla dominazione etrusca e romana, e da altre due parti dedicate rispettivamente alla Signoria Feudale (fino al 1411) e al Dominio della Repubblica di Venezia.
- Il secondo volume, datato 1863 (anche se in realtà fu pubblicato solo nel 1867) è suddiviso in tre parti, riferite alla signoria austriaca e feudale dal 1509 al 1796, all'Età Napoleonica e al governo austriaco dal 1815 al tempo presente.

L'opera fa parte di una tipologia non molto diffusa nella pubblicistica trentina dell'Ottocento: è un'opera, più che di storia, di divulgazione, priva di spessore metodologico; si colloca al principio del processo di rinnovamento degli studi storici sul territorio trentino dell'ultimo ventennio dell'Ottocento, per il quale gli storici locali passarono man mano ad adottare metodologie di ricerca attendibili dal punto di vista filologico, ma determinanti una notevole disperione delle indagini, e fecero inoltre trasparire la loro incapacità di realizzare una sintesi storica efficace.

## Studi su Dante
Importante, inoltre, il suo volume su Dante, intitolato Sulla visita e dimora di Dante Alighieri nel Trentino: dissertazione storico-critica in cui, rifacendosi anche ad altri storici, prova come Dante si fosse recato in Trentino, ospite del marchese di Castelbarco, amico degli Scaligeri, prima del 1308. Inoltre, per confermare la sua ipotesi, prendendo in considerazione alcune terzine dell'Inferno:
(Inf., XII 4-9)
afferma che Dante non avrebbe mai potuto descrivere con così efficacia e precisione questa frana se non l'avesse osservata con i propri occhi, né avrebbe mai potuto descrivere così precisamente il lago di Garda anche dalla parte trentina, se non vi si fosse recato.

## Opere principali
- Una marmorea pagina di storia patria: la Loggia del civico Palazzo pretorio ed altri monumenti di Riva, Rovereto, A. Gaumo, (1863);
- Sulla visita e dimora di Dante Alighieri nel Trentino: dissertazione storico-critica, Rovereto, Caumo, (1864);
- Storia della Valle Lagarina, ristampa anastatica, Bologna, Forni, (1969);
- Alcune osservazioni sulla storia del Trentino, Mantova, Luigi Segna, (1863);
- Collezione di documenti inediti o rari relativi alla quistione del Trentino in aggiunta e ad integrazione della raccolta pubblicata dall'avvocato dr. Iacopo Baisini raccolti per mia cura ed uso privato (1867);
- Il Trentino dopo la secolarizzazione del Principato. Cenni storico-documentari (1868);
- Cenni sul progresso industriale e delle arti nel Trentino (1868);
- Storia contemporanea delle elezioni dei deputati trentini alla dieta tirolese dal 1864 (1871).